# Austrohancockia grassitti
Austrohancockia grassitti är en insektsart som först beskrevs av Zheng, Z. och Liang 1987.  Austrohancockia grassitti ingår i släktet Austrohancockia och familjen torngräshoppor. Inga underarter finns listade i Catalogue of Life.